# Gmina Gruemirë
Gmina Gruemirë (alb. Komuna Gruemirë) – gmina miejska położona w północno-zachodniej części kraju. Administracyjnie należy do okręgu Malësi e Madhe w obwodzie Szkodra. Jej powierzchnia wynosi 11 370 ha. W 2012 roku populacja wynosiła 11 370 mieszkańców. Leży nad jeziorem Szkoderskim.
W skład gminy wchodzi piętnaście miejscowości: Boriç i Madh, Boriç i Vogël, Demiraj, Grili, Grudë, Gruemirë, Gjorm, Ktosh, Kurtë, Linaj, Mushqerra, Omaraj, Rrash-Kullaj, Vajush, Vorfë.